# Barbu de Sumatra
Puntigrus tetrazona
Espèce
Le barbu de Sumatra ou barbus de Sumatra (Puntigrus tetrazona), anciennement Puntius tetrazona, est un poisson de la famille des Cyprinidés. On le rencontre à l'état sauvage en Asie du Sud-Est mais c'est aussi une espèce populaire en aquarium.

## Synonymes
Selon BioLib (13 juin 2018) :
- Barbus tetrazona (Bleeker, 1855)
- Barbus tetrazona tetrazona (Bleeker, 1855)
- Capoeta tetrazona
- Puntius tetrazona tetrazona

## Morphologie
C'est un poisson qui devient assez grand, jusqu'à 7 cm. Il est orange barré de noir. Les nageoires pelviennes sont légèrement rougeâtres. Il présente un dimorphisme sexuel : le mâle a un nez rouge brillant, des nageoires plus rouges et ses couleurs sont plus vives. La femelle a un corps plus rebondi.

## Comportement et reproduction
Poisson dynamique, il nage vite. De mœurs grégaires, il respecte une hiérarchie précise au sein du groupe et tend à se déplacer en bancs. Il peut se montrer agressif pour défendre son territoire.

## Alimentation
C'est un omnivore au gros appétit.

## Reproduction
Ovipare, le couple pond des œufs qu'il colle à divers éléments de son environnement. L'incubation dure de 24 à 36 heures. Après éclosion, les alevins restent accrochés pendant encore 2 jours. Les barbus de Sumatra peuvent vivre environ 3 ans.

## Habitat d'origine
Ce poisson est originaire d'Asie du Sud-Est où on le trouve dans les eaux douces de Sumatra et Bornéo.

## Maintenance en captivité
| Origine         | Sumatra, Bornéo    | Eau           | Eau douce          |
| Dureté de l'eau | 8 à 15 °GH         | pH            | 6,5 à 7,5          |
| Température     | 24 à 28 °C         | Volume mini.  | 150 l              |
| Alimentation    | Omnivore           | Taille adulte | env. 7 cm          |
| Reproduction    | Ovipare            | Zone occupée  | Milieu             |
| Sociabilité     | Grégaire, agressif | Difficulté    | Moyenne (agressif) |

Le barbus de Sumatra est très populaire auprès des aquariophiles débutants. Résistant, coloré et dynamique, ce poisson met de la vie dans un aquarium. Cependant, il lui arrive de stresser énormément les autres poissons et même de se montrer agressif si ses besoins sociaux et d'espace  ne sont pas respectés. Aussi, il est recommandé de restreindre le groupe à un total maximal de 10 poissons afin de favoriser un comportement social acceptable. Ce poisson atteignant les 7 cm, un bac de 150 litres pour un groupe de 10 individus est tout juste suffisant, alors qu'un bac de  200 à 250 litres pour 10 barbus de Sumatra correspondra mieux à leurs besoins.
Il vaut mieux ne  pas les faire cohabiter avec de petits poissons (Néon, Tétra de Rio, etc.) ou avec des poissons à longues nageoires (Scalaire gourami , Betta, Guppy, etc.). Les poissons à fort caractère (Veuve noire, Labeo, etc.) sont aussi à éviter car ils cohabitent mal avec le barbus de Sumatra.
Très dynamique, l'espèce requiert beaucoup d'oxygène et est très polluante ; une bonne filtration en plus de changements d'eau
fréquents sont à prévoir. Pour reproduire correctement l'environnement du barbus de Sumatra, l'eau devra être maintenue à une température
entre 24 °C et 28 °C, gardée à un pH  entre 6.5 à 7.5 (l'idéal étant 7),  et afficher une dureté  entre 8° d GH à 15° d GH.

### Élevage
Omnivore, il accepte les paillettes mais raffole de proies vivantes. Un complément végétal est aussi apprécié ainsi qu'une nourriture variée.
La reproduction est favorisée par un bac spacieux (50 cm de long). Quelques rayons de soleil le matin ou le soir favorisent la ponte. On conseille d'y faire se rencontrer les parents en fin de journée. Favoriser une eau douce (GH inférieur à 10), pH 7, une T°) 27 °C et des plantes à feuilles fines comme Cabomba ou Myriophyllum, un sol léger, des galets (neutres) ou de la tourbe fibreuse et du sable.
Retirer les parents après la ponte pour qu'ils ne dévorent pas les œufs. L'incubation dure de 24 à 36 heures. Après éclosion, les alevins restent accrochés pendant encore 2 jours. Les nourrir d'infusoires et de nauplies d'Artémias une fois leur sac vitellin résorbé. Faire de fréquents changements d'eau pendant l'élevage des alevins car ce sont de gros mangeurs et de gros pollueurs.